# Polypodium maxwellii
Polypodium maxwellii là một loài dương xỉ trong họ Polypodiaceae. Loài này được Baker mô tả khoa học đầu tiên năm 1893.
Danh pháp khoa học của loài này chưa được làm sáng tỏ. 